# Pagaran Singkam
Pagaran Singkam is een bestuurslaag in het regentschap Padang Lawas Utara van de provincie Noord-Sumatra, Indonesië. Pagaran Singkam telt 124 inwoners (volkstelling 2010).